# Elecciones generales de Granada de 1967
Las elecciones generales de Granada de 1967 tuvieron lugar el 24 de agosto del mencionado año con el objetivo de renovar los diez escaños de la Cámara de Representantes, en base a cuya composición se integró el recién creado Senado, configurando el Parlamento para el período 1967-1972. Se trató de las primeras elecciones realizadas en la hasta entonces colonia británica después de su conversión (en marzo de ese mismo año) en un «Estado Libre Asociado» con el Reino Unido, con pleno autogobierno sobre sus asuntos internos, en preparación para una eventual independencia formal. Fueron asimismo las sextas elecciones bajo sufragio universal que tenían lugar en Granada.
El gobernante Partido Nacional de Granada (GNP), liderado por Herbert Blaize (jefe de gobierno bajo el nuevo cargo de «Premier de Granada»), buscó un segundo mandato en el poder con su discurso centrado en el controvertido proyecto de Blaize de buscar una unidad territorial con Trinidad y Tobago bajo la forma de un Estado unitario (proyecto promocionado bajo el eslogan «Go-Trinidad»), lo que desató severas críticas de los nacionalistas locales. El opositor Partido Laborista Unido de Granada (GULP), encabezado por Eric Gairy, basó su discurso en explotar el sentimiento anticolonial y vincular a Blaize con fuerzas contrarias a la nación. Debido a la ausencia de terceros partidos, la elección fue sumamente polarizada, y en cada una de las diez circunscripciones hubo tan solo un candidato del GNP y un candidato del GULP.
Beneficiado por la reacción nacionalista al proyecto de Blaize, Gairy llevó al GULP a obtener una amplia victoria con el 54,59% de los votos válidamente emitidos, imponiéndose en siete de las diez circunscripciones y garantizándose tanto su retorno al poder como una mayoría absoluta de dos tercios. Blaize retuvo su escaño por abrumador margen en Carriacou y Pequeña Martinica, logrando más de un 88% de los votos (lo que provocó que su competidor del GULP fuese el único candidato de la jornada que perdió su depósito), mientras que en la isla principal retuvo la circunscripción del área urbana de Saint George, la capital, y la parroquia de Saint Patrick en el norte. La participación fue del 74,82% del electorado registrado.
Gairy asumió como premier de Granada el 25 de agosto, un día después de las elecciones. Dada la instauración de un régimen autoritario por parte de Gairy en los años siguientes y su posterior derrocamiento por medio de una revolución socialista en 1979, se trató de los últimos comicios razonablemente libres y justos que tendrían lugar en el país hasta 1984.

## Sistema electoral
| Mapa                   | Circunscripción               | Parlamentarios (1962) | Parlamentarios (1962) | Parlamentarios (1962) |
| ---------------------- | ----------------------------- | --------------------- | --------------------- | --------------------- |
|                        | Carriacou y Pequeña Martinica | Herbert Blaize        |                       | GNP                   |
| Saint Andrew North     | Allen Williams                |                       | GULP                  |                       |
| Saint Andrew South     | Ralph Bhola                   |                       | GNP                   |                       |
| Saint David            | Cynthia Gairy                 |                       | GULP                  |                       |
| Ciudad de Saint George | Edward Mitchell               |                       | GNP                   |                       |
| Saint George North     | Leonard Purcell               |                       | GNP                   |                       |
| Saint George South     | Eric Gairy                    |                       | GULP                  |                       |
| Saint John             | McDonald Welsh                |                       | GNP                   |                       |
| Saint Mark             | Albert Forsythe               |                       | GULP                  |                       |
| Saint Patrick          | William Copland               |                       | GNP                   |                       |

Los comicios fueron los primeros en realizarse bajo el texto constitucional sancionado el 3 de marzo de 1967 y la ley electoral de 1958. Bajo sus disposiciones, Granada era un «Estado Libre Asociado» con el Reino Unido, con Isabel II como monarca y jefa de estado, y un gobernador local como representante de la Corona y del gobierno británico. El poder legislativo recaía en el Parlamento de Granada, compuesto por la Cámara de Representantes de 15 escaños y el Senado de 13 escaños. La edad para votar se fijó en veintiún años, siendo estos los últimos comicios en los cuales no pudieron votar las personas de dieciocho, diecinueve y veinte años. Si bien no existía una fecha fija para la duración del mandato parlamentario, quedando esta sometida a la decisión del gobernador por consejo del premier, en la práctica se estableció un mandato de no más de cinco años.
Los 15 escaños de la Cámara de Representantes se elegían por un sistema de escrutinio mayoritario uninominal, con el país dividido en quince circunscripciones, cada una de las cuales era representada por un miembro del Parlamento elegido por voto directo a simple mayoría de votos. El líder del partido político que logre una mayoría absoluta o que pueda gozar de la confianza de una mayoría de miembros de la Cámara se convierte en premier y jefe de gobierno, mientras que el líder del partido no gobernante con más escaños ocupa el cargo de líder de la Oposición. El Senado, compuesto por 13 miembros, es designado por el Gobernador General después de las elecciones, basándose en los resultados electorales y en la formación del gobierno. El premier tiene la potestad de recomendar diez nombramientos, tres de los cuales deben corresponder a determinados intereses. Los otros tres senadores son designados por recomendación del líder de la Oposición.

## Resultados

### Nivel general
|  | 54.59 % |

|  | 45.41 % |

|  | 96.71 % |

|  | 3.29 % |

|  | 100.00 % |

|  | 74.82 % |

### Resultados por circunscripción
|  | 88.67 % |

|  | 11.33 % |

|  | 100.00 % |

|  | 67.56 % |

|  | 32.44 % |

|  | 100.00 % |

|  | 53.50 % |

|  | 46.50 % |

|  | 100.00 % |

|  | 66.67 % |

|  | 33.33 % |

|  | 100.00 % |

|  | 58.40 % |

|  | 41.60 % |

|  | 100.00 % |

|  | 55.41 % |

|  | 44.59 % |

|  | 100.00 % |

|  | 62.65 % |

|  | 37.35 % |

|  | 100.00 % |

|  | 62.43 % |

|  | 37.57 % |

|  | 100.00 % |

|  | 66.00 % |

|  | 34.00 % |

|  | 100.00 % |

|  | 52.44 % |

|  | 47.56 % |

|  | 100.00 % |